# Tajurbuntu
Tajurbuntu is een bestuurslaag in het regentschap Kuningan van de provincie West-Java, Indonesië. Tajurbuntu telt 1454 inwoners (volkstelling 2010).